# А-Побра-до-Брольйон
А-Побра-до-Брольйон (гал. A Pobra do Brollón, ісп. Puebla del Brollón) — муніципалітет в Іспанії, у складі автономної спільноти Галісія, у провінції Луго. Населення — 2105 осіб (2009).
Муніципалітет розташований на відстані близько 390 км на північний захід від Мадрида, 55 км на південь від Луго.
Муніципалітет складається з таких паррокій: Абренсе, Барша-де-Лор, Канедо, Кастронселос, Кастросанте, Серейша, Ейшон, Феррейрос, А-Феррейруа, Форнелас, Ламайгреша, Ліньярес, Оутара, Парада-дос-Монтес, Пінель, Піньйо, А-Побра-до-Брольйон, Саа, Сальседо, Санталья-де-Рей, Вейга, Вілача.

## Демографія
Динаміка населення (INE ):

## Галерея зображень

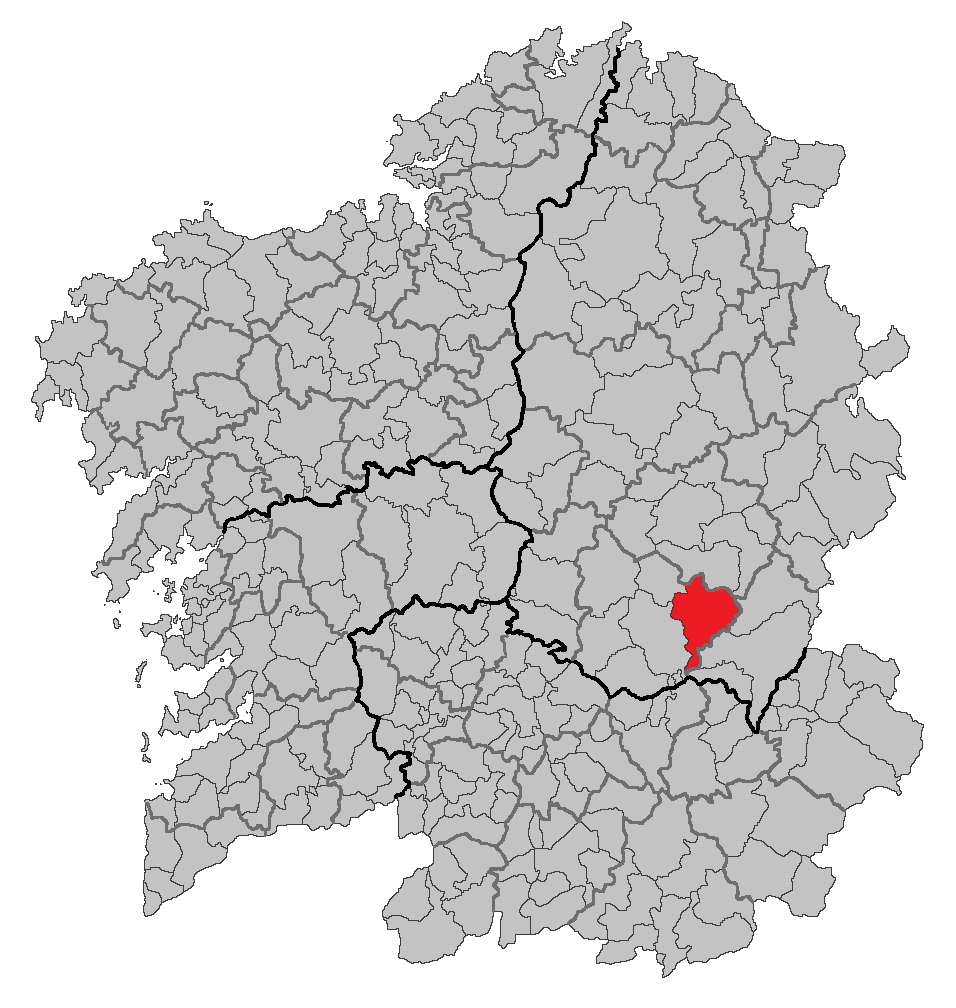
Розташування муніципалітету

## Парафії
Муніципалітет складається з таких парафій: 

## Релігія
А-Побра-до-Брольйон входить до складу Лугоської діоцезії Католицької церкви.